# مرج نعجة
مرج نعجة (بالإنجليزية: Marj Najah)‏ قرية فلسطينية في محافظة أريحا شرق الضفة الغربية، يبلغ عدد سكانها حوالي 828 نسمة حسب التعداد العام للسكان عام 2017، وتبلغ مساحتها 4872 دونم.

## التسمية
يعود سبب تسمية القرية بهذا الاسم نسبة إلى آثرة تربية الأغنام والماعز في هذه المنطقة، حيث يطلق اسم نعجة على انثى الأغنام.

## التاريخ
ويعود تاريخ إنشاء التجمع إلى ما قبل عام 1956م. ويعود أصل سكان قرية مرج نعجة إلى لاجئين من داخل الخط الأخضر (فلسطينيو عام 1948 من عرعرة وأم الفحم).

## الجغرافيا
تقع شمال مدينة أريحا، وعلى بعد 9.36 آم هوائي، يحدها من الشرق نهر الأردن، ومن الشمال والغرب أراضي مدينة طوباس، ومن الجنوب قرية الزبيدات، تقع قرية مرج نعجة على ارتفاع 271 -مترا تحت سطح البحر.

## السكان
وفقا للجهاز المركزي للإحصاء الفلسطيني فإن عدد سكان التجمع:
| السنة      | (2007) | (2008) | (2009) | (2010) | (2011) | (2012) | (2017) |
| ---------- | ------ | ------ | ------ | ------ | ------ | ------ | ------ |
| عدد السكان | 706    | 726    | 746    | 768    | 789    | 812    | 828    |

### عائلات القرية
يتألف سكان قرية مرج نعجة من عدة عائلات، منها:
- عائلة مسعود
- عائلة مناوي
- عائلة أبو شداد
- عائلة العايد
- عائلة أبو هلال
- عائلة مرعي
- عائلة سوارقة
- عائلة بني عودة
- عائلة بشارات
- عائلة الشيخ خليل
- عائلة عباسي

## مؤسسات القرية
يدير القرية مجلس قروي الذي تم تأسيسه عام 1995م من قبل السلطة الوطنية الفلسطينية، (يوجد مدرسة واحدة مختلطة؟؟)، ويوجد مركز صحي كما يمكن للمرض الترجه إلى ى مستشفى أريحا الحكومي في مدينة أريحا، والذي يبعد عن التجمع حوالي 40 كم، أو التوجه إلى مستشفى رفيديا في مدينة نابلس والذي يبعد عن التجمع حوالي 45 آم أو التوجه إلى المراكز الصحية في مدينة طوباس والتي تبعد أيضا حوالي 45 كم عن التجمع.

## الأماكن الدينية والأثرية
يوجد في قرية مرج نعجة مسجد واحد وهو مسجد مرج نعجة، أما بالنسبة للأماكن الأثرية في القرية فلا يوجد في القرية أية مواقع أثرية.

## الاقتصاد

### الزراعة
يعتمد الاقتصاد في قرية مرج نعجة على قطاع الزراعة، حيث يستوعب 80 %من القوى العاملة، وتعتمد معظم الزراعة في قرية مرج نعجة على الينابيع والآبار الجوفية، أهم منتجات القرية الخيار والبندورة.

### تربية المواشي
أما بالنسبة للثروة الحيوانية فقد بين المسح الميداني أن 40 %من سكان قرية مرج نعجة يقومون بتربية الماشية، مثل الأبقار والأغنام والنحل.